# Joseni
Joseni é uma comuna romena localizada no distrito de Harghita, na região histórica da Transilvânia. A comuna possui uma área de 224.01 km² e sua população era de 5631 habitantes segundo o censo de 2007.